# Les Rives
Les Rives (okzitanisch: Las Ribas) ist eine französische Gemeinde mit 151 Einwohnern (Stand: 1. Januar 2022) im Département Hérault in der Region Okzitanien (vor 2016 Languedoc-Roussillon). Sie gehört zum Arrondissement Lodève sowie zum Kanton Lodève. Die Einwohner werden Rivois genannt.

## Geographie
Die Gemeinde Les Rives liegt am Rand der Hochebene Causse du Larzac an der Grenze zum Département Aveyron, etwa 14 Kilometer nördlich von Lodève. Sie grenzt an Cornus im Westen und Norden, La Couvertoirade im Nordosten, Le Caylar im Osten, Saint-Félix-de-l’Héras im Osten und Südosten, Lauroux im Süden sowie Romiguières im Südwesten. Die Südgrenze der Gemeinde Les Rives wird von der oberen Lergue markiert.

## Bevölkerungsentwicklung
| Jahr                       | 1962 | 1968 | 1975 | 1982 | 1990 | 1999 | 2006 | 2013 | 2020 |
| Einwohner                  | 100  | 92   | 72   | 78   | 102  | 127  | 125  | 143  | 147  |
| Quellen: Cassini und INSEE |      |      |      |      |      |      |      |      |      |